# Junk (film, 2000)
Pour les articles homonymes, voir Junk.
Pour plus de détails, voir Fiche technique et Distribution.
Junk (JUNK 死霊狩り, Junk: Shiryō-gari) est un film japonais réalisé par Atsushi Muroga, sorti en 2000.

## Synopsis
L'armée américaine procède dans une usine désaffectée à des recherches concernant la mort, et tente de mettre au point un vaccin permettant de faire revenir à la vie. À la suite d'une erreur, l'expérience tourne court et les morts-vivants prennent peu à peu la place, au sein de l'usine, des vivants... Dans cette même usine, une bande de malfrats a donné rendez-vous à des yakusas pour procéder à un échange de bijoux. À la suite d'une altercation, les deux clans vont se retrouver confrontés aux zombies.

## Fiche technique
- Titre : Junk
- Titre original : JUNK 死霊狩り (Junk: Shiryō-gari?)
- Réalisation : Atsushi Muroga
- Scénario : Atsushi Muroga, J. B. Baker, Yoko Katsumoto et Emiko Terao
- Production : Isao Kurosu et Tadao Masumizu
- Musique : Gorō Yasukawa
- Photographie : Takanobu Kato
- Montage : Masahiro Onaga
- Pays d'origine : Japon
- Langue : japonais
- Format : Couleurs - 1,66:1 - Stéréo - 35 mm
- Genre : Horreur et science-fiction
- Durée : 83 minutes / 91 minutes (version non censurée)
- Date de sortie : 22 janvier 2000 (Japon)

## Distribution
- Kaori Shimamura : Saki
- Yuji Kishimoto : Nakada
- Patrick Jones : Sergent Davis
- Miwa Yanagizawa : Kyoko / La Reine des Zombies
- Nobuyuki Asano : Jun
- Osamu Ebara : Akira
- Tate Gouta : Ramon
- Koutaro Tanaka : Toraji
- Masahiko Matsushita : Onimaru
- Keishi Shigemura : Kabu
- Yoji Sasaki : Nekokichi
- Tetsuya Kadoya : Concessionnaire auto
- Mark C. Moorehouse : Colonel Macgriff
- Richard Jones : Dr Kinderman
- Debra J. Binarl : Sharon

## Autour du film
- Parmi les films de zombies japonais, citons également Versus, l'ultime guerrier, réalisé en 2000 par Ryuhei Kitamura, ainsi que Stacy: Attack of the Schoolgirl Zombies, réalisé en 2001 par Naoyuki Tomomatsu.